# ウエンザル岳
ウエンザル岳（ウエンザルだけ）は、北海道の沙流郡日高町と上川郡清水町の2町にまたがる標高1,576.2mの山である。山頂には三等三角点「高尾山」が設置されている。

## 概要
日高山脈を構成する北日高の山で、ペケレベツ岳と幌内岳・パンケヌーシ岳の間に位置する。主稜線上には北ウエンザル岳(1,458m)も並ぶがペケレベツ岳の方が近い。
山名は日高町側を流れる沙流川支流のウエンザル川に由来し、アイヌ語で「wen-sar（悪い・沙流川）」を意味するとされるが、何が「悪い」のかは不明である。

## 登山
登山道はないため主に残雪期に登られる。主な登頂ルートとしては、日勝峠または登山口からの登山道を登ってペケレベツ岳山頂へ着き、北ウエンザル岳を経て山頂へ至るルートである。下山は主にピストンもしくは東の尾根を下り芽室岳登山口付近へ行く。